# Cotzraiz
Cotzraiz ist eine deutsche Punk-Band aus dem Ruhrgebiet.

## Bandgeschichte
Gegründet wurde die Band Cotzraiz 1994 am Rande des Ruhrgebiets. Ihren Musikstil betitelt die Band selbst mit dem Begriff Cotzrock. Die Unangepasstheit, Provokationen und eine konsequente „Anti-Haltung“ erinnern jedoch stark an die Anfangstage der Punkbewegung. Die Bandmitglieder selbst sind ebenfalls seit Jahrzehnten der Punkszene zugehörig und zudem in weiteren Punk-Musikgruppen aktiv. Die Texte bei Cotzraiz sind in deutscher Sprache gehalten und musikalisch gibt man sich oft abwechslungsreich.
Das A im Kreis, welches seit je her den Schriftzug der Band ziert, symbolisiert die Nähe zum Anarchismus. Dennoch wird die Band gelegentlich, meist von szenefremden Personen, fälschlicherweise politisch rechts eingeordnet. Dies ist wohl auf provokative Stilmittel der Band zurückzuführen. Als Beispiel hierfür sei hier das damalige „Heil Cotzraiz“-Logo genannt, das an die Hakenkreuzflagge des Deutschen Reiches angelehnt ist. Statt des Hakenkreuzes befindet sich die Aufschrift „Heil Cotzraiz“ im weißen Kreis. Dies wohl als Verunglimpfung der Hakenkreuzfahne. Als Fahne wurde das Symbol auf Konzerten benutzt und zierte später auch das Cover des Debütalbums. 
1996 wurde Cotz-Rock Recotz gegründet und es entstand die Frühe, rare & äusserst schlechte Aufnahmen-MC, auf der sich Proberaumaufnahmen der ersten zwei Jahre befanden. Auf dem Beipackzettel zur MC stand: „Zur Herstellung dieses Tonträgers wurden garantiert nur minderwertige Tonbandaufnahmen verwendet“.
1999 kam das cz2x9-Album (MC), welches in der damaligen Auflage auf 100 Stück limitiert war und ebenfalls auf Cotz-Rock Recotz veröffentlicht wurde. Aufgenommen und abgemischt wurde alles von der Band im Proberaum mittels eines 8-Spur-Gerätes, das man sich geliehen hatte. 
Da die Band von Anfang an unabhängig sein wollte und an alten D.I.Y.-Gedanken festhielt, wurde nie ein Demoband an Plattenfirmen oder Produzenten verschickt. Durch Jennes (später Bassist bei Pöbel & Gesocks) kam dann aber der Kontakt zur Plattenfirma Scumfuck Mucke zustande. Die Band nahm dort einen angebotenen Plattenvertrag an. Am ersten Augustwochenende 2002 erschien das Album Heil Cotzraiz in der LP- und der CD-Version. Die LP (rotes Vinyl) sowie die CD wurden in der Erstauflage jeweils 500 mal gepresst. Zusätzlich wurde die LP noch handnummeriert, die Innenhülle mit Stempel und Aufkleber versehen und ein Textblatt mit vielen bunten Fotos beigelegt. Außerdem existieren von diesem Album 28 unnummerierte, ungestempelte LPs und drei Testpressungen auf schwarzem Vinyl. Aufgenommen wurde das Album im Tonstudio an der Ruhr.
Die bisherige gute Zusammenarbeit mit Willi Wucher bzw. Scumfuck als Label sowie die entstandene Freundschaft veranlasste die Band, dort weiter zu veröffentlichen. So entstand 2005, mit einem Jahr Verspätung zum zehnjährigen Jubiläum, das Album 1000 Jahre Cotzraiz. LP und CD wurden jeweils 1000-mal hergestellt. Die LP kam auf sonnengelbem Vinyl, in schwarzer, mit Aufkleber versehener Innenhülle plus beigelegtem Foto im Klappcover und wurde wieder handnummeriert. Zusätzlich existieren von diesem Album 83 unnummerierte LPs mit einer weißen Innenhülle und sechs Testpressungen auf schwarzem Vinyl. Aufgenommen wurde diesmal in Bottrop im KS-Studio.
Im April 2008 gab Willi Wucher die Einstellung seines Labels Scumfuck bekannt. Unter anderem machte daraufhin das Label Sunny Bastards der Band ein Angebot, welches angenommen wurde. 
Aufgrund von Besetzungswechseln erschien das Album Fehlpressung erst Anfang 2011 bei Sunny Bastards. Die Zeitschrift Ox-Fanzine bezeichnete die Platte als „ein kurzweiliges und unterhaltsames Album“. Auch anderweitig wurde das Album meist positiv bewertet, so zum Beispiel im Szenemagazin Moloko Plus, im Fanzine Oi!the Print oder bei Punkrocknews.de. Fehlpressung erschien sowohl auf CD, als auch als Schallplatte mit einer Auflage von 500 Stück. Die Schallplattenausgabe erschien handnummeriert auf bunt gesprenkeltem Vinyl mit bunt bedruckter Innenhülle und mit Aufkleber- und Posterbeilage. Außerdem existieren von diesem Album 28 unnummerierte LPs und drei Testpressungen auf schwarzem Vinyl. 
Im Laufe der Jahre war die Band immer wieder deutschlandweit und gelegentlich im benachbarten Ausland live auf der Bühne zu sehen und es entstanden außerdem aus der Gruppe heraus einige unkommerzielle Nebenprojekte, wie zum Beispiel Cotz-Rock Recotz, der FC Cotzrock, Cotzrock Cotzertz, Cotz-Rock Reisen, Cotz-Rock Radio etc.

## Kritik
Die Band verhält sich in ihrem Schaffen nach außen hin, aber auch innerhalb der eigenen Szene, eher eigensinnig statt konform und sorgte so mehrfach für Aufsehen. 
Schon bei dem Tonträger Heil Cotzraiz. Nicht nur das Album-Cover, sondern zusätzlich auch einige Liedtexte. So wurde beispielsweise direkt beim ersten Lied (Stolz & stark) Stolz auf die eigene Szene propagiert und diese heroisch dargestellt. Auch andere Texte waren nicht alltäglich, so z. B. der Titel Zecken, in dem Kritik an Teilen der eigenen Szene geübt wurde. Einige Kritiker behaupteten fälschlicherweise, dass die Band zur Nazipunk-Szene gehören würde. In einem Frontal21-Fernsehbericht am 17. September 2002 im ZDF wurde die Cotzraiz-Platte im Zusammenhang mit rechtsextremen Tonträgern abgebildet. Auftrittsverbote und Boykotte durch manche Tonträgerverkaufsstellen folgten. 
Cotzraiz distanzierte sich im Laufe der Bandgeschichte mehrfach in Interviews, bei Ansagen auf Konzerten und in einigen Liedtexten klar von der rechtsextremen Szene. 
Häufig wird in den Texten auch pauschal die Auflehnung gegen Autoritäten propagiert.

## Diskografie
- 1996: Frühe, rare&äusserst schlechte Aufnahmen (MC, Cotz-Rock Recotz)
- 1999: cz2x9 (MC, Cotz-Rock Recotz)
- 2002: Heil Cotzraiz (LP/CD, Scumfuck Records/Cotz-Rock Recotz)
- 2005: 1000 Jahre Cotzraiz (LP/CD/MC, Scumfuck Records/Cotz-Rock Recotz)
- 2008: Beweisaufnahmen (MC, Cotz-Rock Recotz)
- 2010: VP (10inch, Cotz-Rock Recotz)
- 2011: Fehlpressung (LP/CD, Sunny Bastards/CrazyUnited/Cotz-Rock Recotz)